# Balovți, Sofia
Balovți (în bulgară Бальовци) este un sat în comuna Ihtiman, regiunea Sofia,  Bulgaria. 

## Demografie
Componența etnică a satului Balovți
     Bulgari (100%)
     Nicio identificare (0%)
     Altele (0%)
La recensământul din 2011, populația satului Balovți era de 9 locuitori. Din punct de vedere etnic, toți locuitorii erau bulgari.